# Carl Otto Løvenskiold
Carl Otto Løvenskiold (Christiania in Noorwegen, 23 december 1839  -  Oslo,  1 oktober 1916) was een Noorse marine-officier, parlementslid en grootgrondbezitter. In 1884 was hij minister-president in Stockholm en van  1889 tot 1897 lid van het Noorse parlement ("Storting"). 

## Biografie
Carl Otto kwam uit een familie die een belangrijke rol hadden gespeeld bij de totstandkoming van de Noorse Grondwet op 17 mei 1814 te Eidsvoll en daarmee de onafhankelijkheid van het land. Hij leek voorbestemd voor belangrijke functies, maar als jong volwassene trok hem het leven op zee. Op 20-jarig leeftijd werd hij marine-officier. Tot 1875 was hij in dienst van de Noorse en Britse marine, daarna trok hij zich terug op een landgoed, de herenboerderij Vækerø bij Oslo. Vanaf 1883 nam hij deel aan landelijke politieke debatten en werd minister-president en parlementslid. Op latere leeftijd genoot hij bekendheid als mecenas. Zo droeg hij in 1909 financieel bij aan een expeditie naar Spitsbergen. Hij werd voor zijn verdiensten in 1899 ridder in de Orde van Sint-Olaf (in 1912 drager van het grootkruis ook van de Orde van Vasa).

## Nalatenschap
De ijskap op het eiland Spitsbergen, de Løvenskioldfonna en ook de nabijgelegen bergrug Carlsfjella is naar hem vernoemd.